# Noorwegen op het Eurovisiesongfestival 1997
Noorwegen nam deel aan het Eurovisiesongfestival 1997 in Dublin (Ierland). Het was de 37ste keer dat Noorwegen deelnam aan het Eurovisiesongfestival. NRK was verantwoordelijk voor de Noorse bijdrage voor de editie van 1997.

## Selectie procedure
Net zoals het vorige jaar, koos men er weer voor om een nationale finale te organiseren.
Deze vond plaats in de studio's van de NRK in Oslo en werd gepresenteerd door Tande-P.
In totaal deden er acht artiesten mee aan deze finale en de winnaar werd gekozen door een mix van televoting en jurypunten. In 2020 werd bekendgemaakt dat er toentertijd een fout gemaakt was bij het tellen van de stemmen: zangeres Marianne E. Olsen was eigenlijk vierde en Penthouse Playboys vijfde.
| Volgorde | Artiest            | Lied                 | Punten | Plaats |
| -------- | ------------------ | -------------------- | ------ | ------ |
| 1        | Marianne E. Olsen  | "Min egen superstar" | 11.3%  | 5 (4)  |
| 2        | Angela Kim Lewis   | "So ro lille tull"   | 14.3%  | 3      |
| 3        | Guro Håvik         | "Consensus"          | 10.6%  | 6      |
| 4        | Penthouse Playboys | "Om du elsket meg"   | 12.6%  | 4 (5)  |
| 5        | Geir Rønning       | "Venter på deg"      | 7.0%   | 7      |
| 6        | Beate Olsen        | "Rolig"              | 2.9%   | 8      |
| 7        | Tor Endresen       | "San Francisco"      | 23.9%  | 1      |
| 8        | Manjari            | "Lys"                | 18.0%  | 2      |

## In Dublin
In Ierland moest Noorwegen optreden als derde, na Turkije en voor Oostenrijk. Na de stemming bleek dat Noorwegen de laatste plaats had behaald met 0 punten.
België deed niet mee in 1997 en Nederland had geen punten over voor deze inzending.

### Gekregen punten

#### Finale
| 12 punten | 10 punten | 8 punten | 7 punten | 6 punten |
| --------- | --------- | -------- | -------- | -------- |
|           |           |          |          |          |
| 5 punten  | 4 punten  | 3 punten | 2 punten | 1 punt   |
|           |           |          |          |          |

### Punten gegeven door Noorwegen

#### Finale
Punten gegeven in de finale:
| 12 punten | Frankrijk           |
| 10 punten | Malta               |
| 8 punten  | Zweden              |
| 7 punten  | Denemarken          |
| 6 punten  | Verenigd Koninkrijk |
| 5 punten  | Griekenland         |
| 4 punten  | Polen               |
| 3 punten  | Ierland             |
| 2 punten  | Cyprus              |
| 1 punt    | Rusland             |

1960 · 1961 · 1962 · 1963 · 1964 · 1965 · 1966 · 1967 · 1968 · 1969 · 1970 · 1971 · 1972 · 1973 · 1974 · 1975 · 1976 · 1977 · 1978 · 1979 · 1980 · 1981 · 1982 · 1983 · 1984 · 1985 · 1986 · 1987 · 1988 · 1989 · 1990 · 1991 · 1992 · 1993 · 1994 · 1995 · 1996 · 1997 · 1998 · 1999 · 2000 · 2001 · 2002 · 2003 · 2004 · 2005 · 2006 · 2007 · 2008 · 2009 · 2010 · 2011 · 2012 · 2013 · 2014 · 2015 · 2016 · 2017 · 2018 · 2019 · 2020 · 2021 · 2022 · 2023 · 2024 · 2025